# Tracheloptychus petersi
Tracheloptychus petersi là một loài thằn lằn trong họ Gerrhosauridae. Loài này được Grandidier mô tả khoa học đầu tiên năm 1869.